# Шкидченко, Пётр Иванович
Пётр Иванович Шкидченко (7 ноября 1922 года, Радомышль, Киевская губерния, Украинская ССР, ныне в составе Житомирской области Украины — 19 января 1982 года, в 16 километрах от г. Хост (провинция Пактия, Афганистан)) — советский военный деятель, Герой Российской Федерации (04.07.2000, посмертно). Генерал-лейтенант (1971).

## Молодость
Родился 7 ноября 1922 года в городе Радомышль ныне Житомирской области в многодетной семье.
В декабре 1939 года был призван Радомышльским районным военкоматом Житомирской области в ряды Красной армии. В начале июня 1941 года окончил Житомирское пехотное училище.

## Великая Отечественная война
Лейтенант Пётр Шкидченко с июня 1941 года принимал участие в боях на фронтах Великой Отечественной войны в должности командира взвода 492-го стрелкового полка 199-й стрелковой дивизии на Юго-Западном фронте. Вскоре, летом 1941 года, стал помощником по разведке начальника штаба того же полка, а затем командиром батальона. В составе этой дивизии прошёл через тяжелейшие бои первого года войны, участвовал в Львовско-Черновицкой, Киевской, Харьковской оборонительных операциях. В течение 1941 года был четырежды ранен, причём последнее ранение в конце декабря 1941 года оказалось самым тяжёлым. Первым орденом награждён за бои в июле 1941 года, за совершенные несколько разведвыходов по немецким тылам и за уничтоженный в ходе одного из них немецкий штаб.
Из госпиталя был выписан только в сентябре 1942 года, но и тогда здоровье восстановилось не полностью (одна нога оказалась короче другой на 2 сантиметра, а в самой ноге остались осколки), в связи с чем капитан Шкидченко был направлен в тыл инструктором Всевобуча в Улан-Удэнский городской военкомат. С августа 1943 года командовал учебным батальоном на окружных курсах младших лейтенантов Дальневосточного фронта. В октябре 1944 года его самого направили на учёбу, и летом 1945 года он окончил Высшие стрелково-тактические курсы усовершенствования офицерского состава пехоты «Выстрел». Направлен на Забайкальский фронт и принял участие в советско-японской войне в августе 1945 года.

## Послевоенная служба
С сентября 1945 года Пётр Шкидченко преподавал тактику на курсах усовершенствования офицеров пехоты Красной армии. С марта 1946 года командовал отдельными рабочими батальонами. В ноябре 1948 года был переведён в Воздушно-десантные войска, служил заместителем командира батальона и командиром батальона (с марта 1949 года) в 116-м парашютно-десантном полку 13-й гвардейской воздушно-десантной дивизии 37-го гвардейского воздушно-десантного корпуса. Однако при прыжках с парашютом в раненой ноге обострились боли и зашевелились оставшиеся с войны осколки. Медкомиссия вынесла решение о переводе офицера из ВДВ.
С мая 1950 года командовал батальонами в 39-й стрелковой дивизии 1-й Краснознамённой армии Приморского военного округа. В марте 1953 года назначен заместителем начальника отдела боевой подготовки штаба армии, а в июле того же года переведён командиром батальона курсантов Благовещенского пехотного училища. С декабря 1954 года служил заместителем командира полка в 40-й стрелковой дивизии, с августа 1955 года командовал 411-м стрелковым (с апреля 1957 года — мотострелковым) полком в 148-й стрелковой дивизии.
В 1960 году закончил Военную академию имени М. В. Фрунзе. С июня 1960 года служил начальником штаба 13-й мотострелковой дивизии и 88-й мотострелковой дивизии (с ноября 1961 года). С декабря 1963 года — заместитель командира 118-й мотострелковой дивизии. С декабря 1964 года командовал 88-й мотострелковой, с марта 1965-го — 180-й мотострелковой, с октября 1966-го — 92-й гвардейской учебной мотострелковой дивизиями в Одесском военном округе. Дивизия находилась в Николаеве. С июля 1967 года — командир 32-го армейского корпуса Одесского военного округа (штаб корпуса находился в Симферополе).
В 1970 году заочно окончил Военную академию Генерального штаба Вооружённых Сил СССР. С января 1971 по август 1973 года командовал 6-й гвардейской танковой армией (Днепропетровск, Киевский военный округ). С сентября 1973 года служил на должности заместителя командующего войсками по боевой подготовке — начальника боевой подготовки Группы советских войск в Германии, с ноября 1978 года — на такой же должности в Одесском военном округе.
Депутат Верховного Совета УССР 8-го созыва (1971—1975).

## Афганская война
В июне 1980 года Пётр Иванович Шкидченко был назначен заместителем Главного военного советника в Демократической Республике Афганистан, а также возглавил Группу управления боевыми действиями при Министерстве обороны Демократической Республики Афганистан, созданную по приказу министра обороны СССР Д. Устинова. Задачей Группы было привлечение к планированию и управлению совместными боевыми действиями Генеральный штаб и Министерство обороны Афганистана, а также оказание помощи в проведении боевых операций и координация боевых действий советских и афганских войск.
За полтора года пребывания Шкидченко принял участие в проведении двадцати пяти крупных боевых операций против афганских моджахедов. В ходе одной из операций при прорыве моджахедов к командному пункту афганской дивизии Шкидченко, организовав оборону, возглавил последующую контратаку, в ходе которой противник был практически полностью уничтожен.
19 января 1982 года в шестнадцати километрах от города Хост (провинция Пактия, Афганистан) был обстрелян вертолёт Ми-8 ВВС Афганистана, на борту которого находились советник командира эскадрильи афганского вертолётного полка майор В. Н. Андреев, старший лётчик-инструктор майор В. А. Рубцов, рядовой М. К. Ширинбеков, генерал-лейтенант П. И. Шкидченко и капитан афганских ВВС. Одна из пуль попала в командира экипажа майора В. Н. Андреева. Во время вынужденной посадки на склоне горы вертолёт перевернулся и загорелся. Удалось спастись лишь бортмеханику — капитану афганских ВВС. Официальной версией гибели генерал-лейтенанта Шкидченко была названа авиационная катастрофа, а остальные члены экипажа были признаны погибшими при выполнении боевого задания.
В огне уцелели наручные часы и записная книжка Петра Ивановича Шкидченко, которые хранятся в его семье. Существует также распространённая версия, что автомат АКС74У, принадлежавший П. И. Шкидченко, попал в руки Усамы бен Ладена, который впоследствии не расставался с «трофейным автоматом советского генерала» и охотно с ним позировал.
Похоронен на Аллее Героев Запорожского кладбища в Днепропетровске (ныне — город Днепр).
Указом Президента Российской Федерации от 4 июля 2000 года за мужество и героизм, проявленные при исполнении служебного долга, Петру Ивановичу Шкидченко присвоено звание Героя Российской Федерации (посмертно).
Медаль «Золотая Звезда» (№ 671) получил министр обороны Украины, сын Петра Ивановича — Владимир Петрович Шкидченко из рук министра обороны РФ И. Д. Сергеева, который находился в то время с официальным визитом на Украине.

## Воинские звания
- Лейтенант (10.06.1941)
- Старший лейтенант (25.09.1941)
- Капитан (29.12.1941)
- Майор (22.02.1946)
- Подполковник (08.07.1950)
- Полковник (06.12.1956)
- Генерал-майор (07.05.1966)
- Генерал-лейтенант (08.11.1971)

## Награды
- Герой Российской Федерации (04.07.2000, посмертно);
- Два ордена Ленина (1967, 1981);
- Орден Красного Знамени (05.11.1941);
- Орден Красной Звезды (1955);
- Орден «За службу Родине в Вооружённых Силах СССР» 3-й степени (30.07.1975);
- Медаль «За боевые заслуги» (15.11.1950);
- Медали;

Ордена и медали иностранных государств
- Орден «За заслуги перед Отечеством» в серебре (ГДР);
- Боевой орден «За заслуги перед народом и Отечеством» в серебре (ГДР);
- Орден «За боевые заслуги» (Монголия, 30.04.1977);
- Орден Красного Знамени (Афганистан, 5.06.1986, посмертно)[6];
- Медаль «Братство по оружию» в золоте (ГДР);
- Медаль «30 лет Победы над фашистской Германией» (Болгария, 6.03.1975);
- Медаль «50 лет Монгольской Народной Армии» (Монголия, 15.03.1971);

## Память
- Его имя присвоено средней школе № 97 города Днепра[7].
- В Житомире установлена мемориальная доска.

## Семья
Сын — Шкидченко, Владимир Петрович (род. 1 января 1948 года, Чита) — украинский военный деятель, Генерал армии Украины. С 12 ноября 2001 по 25 июня 2003 года — Министр обороны Украины.
Брат — Шкидченко Евгений Иванович (1922— ), генерал-лейтенант, участник Великой Отечественной войны.